# Kleinebersdorf (Thuringe)
Kleinebersdorf est une commune allemande de l'arrondissement de Saale-Holzland, Land de Thuringe.

## Géographie
Kleinebersdorf se situe au sud du Holzland thuringien. Il est traversé par la Roda qui est régulée en 1972 après une inondation en 1969.
|          | Ottendorf      | Eineborn |
| Weißbach | Kleinebersdorf |          |
|          | Renthendorf    |          |

## Histoire
Kleinebersdorf est fondé en 1100 par des colons de Basse-Franconie. Il est mentionné pour la première fois en 1350 sous le nom d'"Eberhardisdorf".

## Jumelage
- Westgartshausen

## Personnalités liées à la commune
- Christian Ludwig Brehm (1787-1864), ornithologue et pasteur de la commune.

## Source de la traduction
- (de) Cet article est partiellement ou en totalité issu de l’article de Wikipédia en allemand intitulé « Kleinebersdorf (Thüringen) » (voir la liste des auteurs).